# Липецкая митрополия
Липецкая митрополия — митрополия Русской православной церкви, образованная в пределах Липецкой области. Объединяет Липецкую и Елецкую епархии.

## История
Митрополия образована решением Священного Синода Русской православной церкви от 29 мая 2013 года. Главой митрополии был назначен правящий архиерей Липецкой епархии.

### Митрополиты
- Никон (Васин) (29 мая 2013 года — 9 июля 2019 года)
- Арсений (Епифанов) (с 9 июля 2019 года)

## Состав
В митрополия входят 2 епархии.

### Липецкая епархия
Территория — город Липецк, а также Воловской, Грязинский, Добринский, Добровский, Задонский, Липецкий, Тербунский, Усманский и Хлевенский районы.

### Елецкая епархия
Территория — Елецкий, Данковский, Долгоруковский, Измалковский, Краснинский, Лев-Толстовский, Лебедянский, Становлянский и Чаплыгинский районы.